# Jonas Rönnqvist
Jonas Rönnqvist (né le 22 août 1973 à Kalix en Suède) est un joueur professionnel suédois de hockey sur glace devenu entraîneur. Il évolue au poste d'attaquant.

## Biographie

### Carrière en club
Formé au Kalix HC, il débute en senior avec le Bodens IK dans la Division 1 en 1991. Il découvre l'Elitserien avec le Luleå HF en 1997. Il est choisi au quatrième tour en quatre-vingt-dix-huitième position par les Mighty Ducks d'Anaheim lors du repêchage d'entrée dans la LNH 2000. Il part alors en Amérique du Nord et évolue dans la Ligue nationale de hockey avec les Ducks ainsi que dans la Ligue américaine de hockey avec les Mighty Ducks de Cincinnati. Il revient à Luleå en 2002. Il met un terme à sa carrière de joueur en 2005.

### Carrière internationale
Il représente la Suède au niveau international.

## Statistiques

### En club
| Saison     | Équipe                     | Ligue      |    | Saison régulière | Saison régulière | Saison régulière | Saison régulière | Saison régulière |   | Séries éliminatoires | Séries éliminatoires | Séries éliminatoires | Séries éliminatoires | Séries éliminatoires |
| Saison     | Équipe                     | Ligue      | PJ | B                | A                | Pts              | Pun              | PJ               | B | A                    | Pts                  | Pun                  |                      |                      |
| 1991-1992  | Bodens IK                  | Division 1 | 6  | 1                | 1                | 2                | 2                | 1                | 0 | 0                    | 0                    | 0                    |                      |                      |
| 1992-1993  | Bodens IK                  | Division 1 | 35 | 10               | 4                | 14               | 16               |                  |   |                      |                      |                      |                      |                      |
| 1993-1994  | Bodens IK                  | Division 1 | 34 | 15               | 10               | 25               | 24               | 9                | 1 | 1                    | 2                    | 6                    |                      |                      |
| 1994-1995  | Bodens IK                  | Division 1 | 35 | 10               | 15               | 5                | 48               | 8                | 1 | 0                    | 1                    | 0                    |                      |                      |
| 1995-1996  | Bodens IK                  | Division 1 | 26 | 12               | 10               | 22               | 26               |                  |   |                      |                      |                      |                      |                      |
| 1996-1997  | Bodens IK                  | Division 1 | 32 | 15               | 14               | 29               | 48               |                  |   |                      |                      |                      |                      |                      |
| 1997-1998  | Luleå HF                   | Elitserien | 40 | 6                | 8                | 14               | 24               | 3                | 0 | 0                    | 0                    | 2                    |                      |                      |
| 1997-1998  | Luleå HF                   | LEH        | 5  | 0                | 1                | 1                | 0                |                  |   |                      |                      |                      |                      |                      |
| 1998-1999  | Luleå HF                   | Elitserien | 41 | 5                | 8                | 13               | 30               | 3                | 0 | 2                    | 2                    | 29                   |                      |                      |
| 1999-2000  | Luleå HF                   | Elitserien | 49 | 15               | 24               | 39               | 42               | 8                | 3 | 3                    | 6                    | 4                    |                      |                      |
| 2000-2001  | Mighty Ducks d'Anaheim     | LNH        | 38 | 0                | 4                | 4                | 14               |                  |   |                      |                      |                      |                      |                      |
| 2000-2001  | Mighty Ducks de Cincinnati | LAH        | 13 | 3                | 2                | 5                | 6                |                  |   |                      |                      |                      |                      |                      |
| 2001-2002  | Mighty Ducks de Cincinnati | LAH        | 74 | 10               | 18               | 28               | 30               | 3                | 0 | 0                    | 0                    | 0                    |                      |                      |
| 2002-2003  | Luleå HF                   | Elitserien | 46 | 10               | 23               | 33               | 28               | 4                | 0 | 1                    | 1                    | 0                    |                      |                      |
| 2003-2004  | Luleå HF                   | Elitserien | 50 | 11               | 25               | 36               | 28               | 5                | 2 | 1                    | 3                    | 2                    |                      |                      |
| 2004-2005  | Luleå HF                   | Elitserien | 49 | 5                | 31               | 36               | 36               | 2                | 0 | 1                    | 1                    | 0                    |                      |                      |
| Totaux LNH | Totaux LNH                 | Totaux LNH | 38 | 0                | 4                | 4                | 14               |                  |   |                      |                      |                      |                      |                      |

### En équipe nationale
| Année | Compétition          |   | PJ | B | A | Pts | Pun | +/-            |  | Résultat |
| 2000  | Championnat du monde | 7 | 0  | 3 | 3 | 0   | -2  | Septième place |  |          |